# Montgomery Gentry
Montgomery Gentry — американский кантри-дуэт, состоящий из Эдди Монтгомери (Eddie Montgomery) и Троя Джентри (Troy Gentry, погиб 8 сентября 2017 года).

## История
См. также «Montgomery Gentry History» в английском разделе.
Эдди Монтгомери (Gerald Edward «Eddie» Montgomery) родился 30 сентября 1963 года (Данвилл), а Трой Джентри (Troy «T-Roy» Gentry) родился 5 апреля 1967 года (Лексингтон). Когда Монтгомери было 13 лет, он уже играл на ударных в группе своих родителей, Harold Montgomery and the Kentucky River Express. В 1990 году Монтгомери 
основал группу Early Tymz, которая включала его младшего брата, Джона Майкла Монтгомери и Троя Джентри. Джон начал сольную карьеру в начале 1990-х. Джентри сольно выиграл награду Jim Beam National Talent Contest (1994). Свое название дуэт получил позднее и начал работать с лейблом Columbia Records Nashville в 1999 году.
В 2008 году песня «Lucky Man» была номинирована на премию Грэмми в категории Grammy Award for Best Country Performance by a Duo or Group with Vocal.
8 сентября 2017 года Трой Джентри разбился в результате катастрофы вертолёта в Flying W Airport (Medford, Нью-Джерси, США).

## Дискография
См. также «Montgomery Gentry Discography» в английском разделе.
Студийные альбомы
- Tattoos & Scars (1999)
- Carrying On (2001)
- My Town (2002)
- You Do Your Thing (2004)
- Some People Change (2006)
- Back When I Knew It All (2008)
- Rebels on the Run (2011)
- Folks Like Us (2015)
- Here's To You (2018)

## Награды и номинации
| Год  | Ассоциация                | Категория                                                                                         | Результат |
| ---- | ------------------------- | ------------------------------------------------------------------------------------------------- | --------- |
| 1999 | Country Music Association | Vocal Duo of the Year                                                                             | Номинация |
| 2000 | American Music Awards     | Favorite New Artist — Country                                                                     | Победа    |
| 2000 | Academy of Country Music  | Top Vocal Duo                                                                                     | Номинация |
| 2000 | Academy of Country Music  | Top New Vocal Duo or Group                                                                        | Победа    |
| 2000 | Country Music Association | Vocal Duo of the Year                                                                             | Победа    |
| 2001 | Academy of Country Music  | Top Vocal Duo                                                                                     | Номинация |
| 2001 | Country Music Association | Vocal Duo of the Year                                                                             | Номинация |
| 2002 | Academy of Country Music  | Top Vocal Duo                                                                                     | Номинация |
| 2002 | Country Music Association | Vocal Duo of the Year                                                                             | Номинация |
| 2003 | Academy of Country Music  | Top Vocal Duo                                                                                     | Номинация |
| 2003 | Country Music Association | Vocal Duo of the Year                                                                             | Номинация |
| 2003 | Country Music Association | Vocal Event of the Year — «The Truth About Men» (with Tracy Byrd, Andy Griggs, and Blake Shelton) | Номинация |
| 2004 | Academy of Country Music  | Top Vocal Duo                                                                                     | Номинация |
| 2004 | Country Music Association | Vocal Duo of the Year                                                                             | Номинация |
| 2005 | Academy of Country Music  | Top Vocal Duo                                                                                     | Номинация |
| 2005 | Country Music Association | Vocal Duo of the Year                                                                             | Номинация |
| 2006 | Academy of Country Music  | Top Vocal Duo                                                                                     | Номинация |
| 2006 | Country Music Association | Vocal Duo of the Year                                                                             | Номинация |
| 2007 | Academy of Country Music  | Top Vocal Duo                                                                                     | Номинация |
| 2007 | Country Music Association | Vocal Duo of the Year                                                                             | Номинация |
| 2008 | Grammy Awards             | Best Country Vocal Performance by a Duo or Group — «Lucky Man»                                    | Номинация |
| 2008 | Academy of Country Music  | Top Vocal Duo                                                                                     | Номинация |
| 2008 | Country Music Association | Vocal Duo of the Year                                                                             | Номинация |
| 2009 | Academy of Country Music  | Album of the Year — Back When I Knew It All                                                       | Номинация |
| 2009 | Academy of Country Music  | Top Vocal Duo                                                                                     | Номинация |
| 2009 | Country Music Association | Vocal Duo of the Year                                                                             | Номинация |